# Corre
Corre és un municipi francès situat al departament de l'Alt Saona i a la regió de Borgonya - Franc Comtat. L'any 2007 tenia 598 habitants.

## Demografia

### Població
El 2007 la població de fet de Corre era de 598 persones. Hi havia 264 famílies, de les quals 92 eren unipersonals (32 homes vivint sols i 60 dones vivint soles), 92 parelles sense fills, 68 parelles amb fills i 12 famílies monoparentals amb fills.
La població ha evolucionat segons el següent gràfic:
Habitants censats

### Habitatges
El 2007 hi havia 325 habitatges, 269 eren l'habitatge principal de la família, 23 eren segones residències i 32 estaven desocupats. 269 eren cases i 53 eren apartaments. Dels 269 habitatges principals, 188 estaven ocupats pels seus propietaris, 66 estaven llogats i ocupats pels llogaters i 15 estaven cedits a títol gratuït; 7 tenien dues cambres, 30 en tenien tres, 88 en tenien quatre i 144 en tenien cinc o més. 210 habitatges disposaven pel capbaix d'una plaça de pàrquing. A 145 habitatges hi havia un automòbil i a 84 n'hi havia dos o més.

### Piràmide de població
La piràmide de població per edats i sexe el 2009 era:
| Homes | Edats   | Dones |
| ----- | ------- | ----- |
| 0     | 95 o +  | 0     |
| 0     | 90 a 94 | 0     |
| 4     | 85 a 89 | 8     |
| 0     | 80 a 84 | 20    |
| 4     | 75 a 79 | 16    |
| 20    | 70 a 74 | 24    |
| 20    | 65 a 69 | 12    |
| 8     | 60 a 64 | 12    |
| 16    | 55 a 59 | 16    |
| 8     | 50 a 54 | 20    |
| 32    | 45 a 49 | 12    |
| 12    | 40 a 44 | 36    |
| 28    | 35 a 39 | 16    |
| 24    | 30 a 34 | 40    |
| 8     | 25 a 29 | 16    |
| 12    | 20 a 24 | 8     |
| 16    | 15 a 19 | 36    |
| 24    | 10 a 14 | 4     |
| 28    | 5 a 9   | 24    |
| 4     | 0 a 4   | 24    |

## Economia
El 2007 la població en edat de treballar era de 368 persones, 247 eren actives i 121 eren inactives. De les 247 persones actives 221 estaven ocupades (127 homes i 94 dones) i 26 estaven aturades (6 homes i 20 dones). De les 121 persones inactives 36 estaven jubilades, 30 estaven estudiant i 55 estaven classificades com a «altres inactius».

### Ingressos
El 2009 a Corre hi havia 260 unitats fiscals que integraven 602 persones, la mediana anual d'ingressos fiscals per persona era de 15.554 €.

### Activitats econòmiques
Dels 47 establiments que hi havia el 2007, 2 eren d'empreses alimentàries, 2 d'empreses de fabricació d'altres productes industrials, 6 d'empreses de construcció, 16 d'empreses de comerç i reparació d'automòbils, 3 d'empreses de transport, 3 d'empreses d'hostatgeria i restauració, 3 d'empreses financeres, 2 d'empreses immobiliàries, 5 d'entitats de l'administració pública i 5 d'empreses classificades com a «altres activitats de serveis».
Dels 13 establiments de servei als particulars que hi havia el 2009, 1 era una oficina de correu, 1 una oficina bancària, 3 tallers de reparació d'automòbils i de material agrícola, 2 paletes, 1 fusteria, 3 lampisteries, 1 perruqueria i 1 restaurant.
Dels 6 establiments comercials que hi havia el 2009, 1 era un hipermercat, 1 una botiga de menys de 120 m², 1 una llibreria, 1 una sabateria, 1 una botiga de mobles i 1 una joieria.
L'any 2000 a Corre hi havia 10 explotacions agrícoles que ocupaven un total de 980 hectàrees.

## Equipaments sanitaris i escolars
L'únic equipament sanitari que hi havia el 2009 era una farmàcia.
El 2009 hi havia una escola elemental integrada dins d'un grup escolar amb les comunes properes formant una escola dispersa.

## Poblacions més properes
El següent diagrama mostra les poblacions més properes.